# Bangladesh Sangbad Sangstha
Bangladesh Sangbad Sangstha (BSS) est l'agence de presse nationale du Bangladesh et a été créée le 1er janvier 1972, par ordre du gouvernement, peu après son indépendance du Pakistan. Abul Kalam Azad est l'actuel directeur général et rédacteur en chef de l'agence.